# 三郷村 (大分県)
三郷村（みさとむら）は、大分県下毛郡にあった村。現在の中津市の一部にあたる。

## 地理
一尺八寸山の北、山国川上流域の山間部に位置していた。

## 歴史
- 1889年（明治22年）4月1日、町村制の施行により、下毛郡中摩村・守実村・宇曽村・藤野木村、日田郡長小野村が合併して村制施行し、三郷村が発足[1][2]。旧村名を継承した中摩、守実、宇曽、藤野木、長小野の5大字を編成[2]。
- 1949年（昭和24）6月9日 - 村内に昭和天皇の戦後巡幸があり、製炭施設に行幸[3]。
- 1951年（昭和26年）4月1日、下毛郡溝部村、槻木村と合併し、山国村を新設して廃止された[1][2]。

## 産業
- 農業

## 交通

### 鉄道
- 1924年（大正13年）耶馬渓鉄道（のち大分交通耶馬渓線）耶鉄柿坂～守実間が開通し中摩駅・白地駅（字中摩）、宇曽駅（大字宇曽）、守実駅（大字守実）開設[2]。